# 珍妮弗·钱德勒
珍妮弗·钱德勒（英語：Jennifer Chandler，1959年6月13日—），美国女子跳水运动员。她曾代表美国参加1976年夏季奥林匹克运动会跳水比赛，获得女子3米跳板金牌。她也曾参加1975年泛美运动会。